# サッカロミケス目
サッカロミケス目(Saccharomycetales)は、出芽酵母を含む菌類の目の一つで、12の科からなる。

## 属
2007年現在の子嚢菌門の分類法によれば、Ascobotryozyma、Hyphopichia、Kodamaea、Nakazawaea、Phaffomyces、Starmera、Starmerella、Yamadazymaのそれぞれの属は、サッカロミケス目には含まれているものの科の分類が未確定(incertae sedis )である。